# &Me
&Me je koprodukční hraný film z roku 2013, který režíroval Norbert ter Hall podle románu Fremdkörper Oscara van den Boogaarda. Film popisuje vztahy zaměstnanců Evropského parlamentu.

## Děj
Eduard po nevydařeném vztahu s partnerem opouští Berlín a míří do Bruselu, neboť zde získal místo v Evropském parlamentu. Zde se seznámí s mladou právničkou Edurnou ze Španělska. Edurne se do Eduarda okamžitě zamiluje a Eduard sám je překvapen tím, že své city k ní také opětuje. Jednou se na bleším trhu seznámí s Richardem a společně začnou trávit čas. Richardova přítomnost však začne mít na jejich vzájemný vztah velký vliv.

## Obsazení
| Mark Waschke     | Eduard Schiller    |
| Verónica Echegui | Edurne Verona      |
| Teun Luijkx      | Richard Merkelbach |
| Rossy de Palma   | matka Verony       |
| Pamela Knaack    | Getrud             |
| Howard Charles   | Albert             |
| Rafael Cebrian   | Julio              |